# Pascal Brifaud
Pascal Brifaud est un joueur français de volley-ball né le 29 septembre 1974 à Paris. Il mesure 1,98 m et joue passeur. Il totalise 40 sélections en équipe de France.

## Clubs
| Club                               | Pays   | De        | À           |
| ---------------------------------- | ------ | --------- | ----------- |
| CNVB                               | France | 1989-1990 | 1991-1992   |
| JSA Bordeaux                       | France | 1992-1993 | 1993-1994   |
| Messine                            | Italie | 1994-1995 | 1994-1995   |
| JSA Bordeaux                       | France | 1995-1996 | 1996-1997   |
| AS Cannes                          | France | 1997-1998 | 1998-1999   |
| Montpellier UC                     | France | 1999-2000 | 1999-2000   |
| JSA Bordeaux                       | France | 2000-2001 | 2000-2001   |
| Martigues Volley-Ball              | France | 2001-2002 | 2001-2002   |
| GFCO Ajaccio                       | France | 2002-2003 | 2002-2003   |
| Stade Poitevin                     | France | 2003-2004 | 2003-2004   |
| Grottazzolina (joker)              | Italie | 2003-2004 | 2004-2005   |
| Paris Volley                       | France | 2005-2006 | 2005-2006   |
| Nice Volley-Ball                   | France | 2006-2007 | …           |
| AS Illac Volley-Ball               | France | 2008-2009 | ...         |
| Sport Athlétique Mérignacais (SAM) | France | 2012-2013 | Aujourd'hui |

## Palmarès
- National
  - Coupe de France : 1998

- Européen
  - Coupe des Coupes : 1999